# Eugène Véron
Pour les articles homonymes, voir Véron.
Eugène Véron (1825-1889) est un philosophe, un écrivain engagé et un rhétoricien français, ancien élève de l'École normale, qui fut un important critique d'art et un spécialiste des questions sociales, également éditeur de revues et de journaux.

## Parcours

### Enfance et jeunesse
Parisien d'origine, issu d'un milieu cultivé, Eugène Véron, né le 29 mai 1825, est le fils d'un professeur de rhétorique au collège Sainte-Barbe (Paris) et d'une fille de banquier marseillais qui meurt en 1828. Par son père, il est peut-être lié au politicien et directeur de revue Louis Véron.
Son père se remarie avec une jeune femme hostile à son fils. Eugène est alors placé en pension, dans un collège à Moulins, puis il revient à Paris et entre au collège Sainte-Barbe. Il tente ensuite le concours d'entrée à l'École normale et intègre l'établissement en 1846. Lors des journées révolutionnaires de février 1848, il participe avec ses camarades étudiants à l'insurrection du côté des Tuileries. En 1849, il est reçu licencié ès lettres et nommé professeur suppléant en classe de rhétorique à La Roche-sur-Yon. Il se marie la même année. En 1850, il décroche l'agrégation de lettres classiques et est nommé d'abord à Angers, puis Le Mans et enfin Grenoble en 1854. Curieux de mécanique, il construit un piano avec l'aide de ses collègues. Puis, il divorce de sa première épouse. L'année suivante il est nommé à Besançon : là, les méthodes pédagogiques de Véron sont jugées comme inappropriées, par trop originales ; le jeune homme est un réformiste, ne cache pas ses idéaux républicains, commence à s'intéresser de près aux questions de société, mais aussi à l'art et à l'étude de la Bible, en apprenant l'hébreu. Muté à Colmar, il produit une traduction analytique des psaumes (1856-1857) puis manifeste une véritable hostilité au Second Empire : en 1858, il est sanctionné et mis en disponibilité sans traitement.

### Journaliste, écrivain et critique d'art
Se retrouvant sans ressource, Eugène Véron embrasse alors une carrière de journaliste à la fois engagée et alimentaire. Il collabore à la Revue nationale, la Revue de l'instruction publique, la Revue scientifique et littéraire, le Courrier du dimanche, et la Revue de Paris, l'un des principaux organes d'opposition au régime impérial. Il publie chaque semaine un feuilleton dramatique. Durant les années 1860, il commence à publier une série d'essais : d'abord des considérations d'ordre esthétique, avec Du Progrès intellectuel dans l’humanité. Supériorité des arts modernes sur les arts anciens (1862), puis sur des questions sociales avec Les Associations ouvrières de consommation, de crédit et de production (1864) et Les Institutions ouvrières de Mulhouse et de ses environs (1865). Deux ans plus tard, il produit un essai d'histoire sur la Prusse,.
Devenu chargé de famille — sa sœur se retrouvant veuve avec trois enfants — il sollicite un poste de professeur libre au collège Saint-Barbe et dans divers établissements privés. En 1867, il prend la rédaction en chef de La Liberté de l'Hérault puis l'année suivante, entre au Progrès de Lyon comme directeur politique, sa plume se radicalise à mesure que l'opposition républicaine s'affirme contre l'Empire. Il y rencontre Arthur Ballue, avec qui il restera ami. En 1867, il publie un deuxième essai en tant que critique d'art, sur La Société internationale des beaux-arts. En 1868, il se remarie et devient père d'un enfant mais son épouse meurt en 1870. L'année suivante il se remarie une troisième fois.
Installé à Lyon après l'avancée prussienne puis l'insurrection de la Commune, il y fonde, avec ses propres deniers, La France républicaine le 2 septembre 1872 mais doit arrêter son journal en juillet 1873 sur ordre du gouvernement.
En septembre 1873, il remonte à Paris et obtient le poste de secrétaire de rédaction à la Gazette des beaux-arts. Dans la foulée, il publie deux ouvrages sur l'Allemagne.

### L'Artet l'esthétique
Fin 1874, il se lance dans une aventure éditoriale très ambitieuse qui lui permet de donner le meilleur de lui-même : la publication d'une revue hebdomadaire illustrée, L'Art, dont le premier numéro sort en janvier 1875, appuyée sur la Librairie de l'art, codirigée par Hippolyte Heymann. Ce périodique assez luxueux, de grand format, s'adresse à la bourgeoisie éclairée, et connaît un franc succès. Véron s'entoure des meilleurs critiques d'art de son temps et convoque des illustrateurs et graveurs de talent. Poursuivie entre autres par Émile Molinier et Théophile Chauvel, la revue disparut en 1907, bien après sa mort. En novembre 1881, il lance un supplément à cette revue, le Courrier de l'art, qui constitue la chronique hebdomadaire des ateliers, des musées, des expositions, des ventes publiques.
Il poursuit ses contributions du côté de la presse engagée, par exemple au Bien public où il croise Émile Zola.
En 1878, il fait paraître chez l'éditeur Reinwald ce qui constitue sans doute son chef-d'œuvre, L'Esthétique, essai où il articule un nouveau paradigme scientifique et l’analyse d’œuvres d’artistes modernes (Eugène Delacroix, Jean-Baptiste Millet) : il propose ici une direction nouvelle, ancrée au cœur du tournant positiviste, partant du refus de l’idée du Beau et s’appuyant sur les récents développements de la physiologie, de la psychologie et de l’anthropologie . L'essai connaît un certain succès et est traduit en anglais en 1879 chez Chapman & Hall (Londres) et chez Lippincott (Philadelphie). Il est également traduit en japonais dès 1884 par Nakae Chômin sous le titre Ishi bigaku 維氏美学　(L'Esthétique de Mr V.). C'est par cet ouvrage que bigaku devint le mot pour traduire "esthétique".
Au cours de ses dernières années, il est nommé membre du Conseil supérieur des beaux-arts et inspecteur principal des Musées de province. Il est membre de la Société d'anthropologie de Paris. Outre les éditions de la Librairie de l'art, il fonde et anime deux autres collections que sont la Bibliothèque internationale de l'art, puis la Bibliothèque de l'enseignement artistique. En 1885, vient s'ajouter la collection "Les Artistes célèbres" qui vit paraître plus de cinquante monographies d'artistes jusqu'en 1894. Véron y contribue avec un essai sur Eugène Delacroix en 1887.
Atteint d'un cancer, Eugène Véron meurt le 22 mai 1889 au Sables-d'Olonne.

## Principaux écrits
- Progrès de la liberté dans la théologie protestante, Paris, P.-A. Bourdier, 1861, 35 p.
- Du Progrès intellectuel dans l’humanité. Supériorité des arts modernes sur les arts anciens : poésie, sculpture, peinture, musique, Paris, Guillaumin et Cie , 1862 ; édition revue, A. Le Chevalier, 1872 — lire sur Gallica.
- Les Associations ouvrières de consommation, de crédit et de production en Angleterre, en Allemagne et en France, Paris, Louis Hachette, 1865.
- Les Institutions ouvrières de Mulhouse et des environs, Paris, Louis Hachette, 1866.
- Les Élections et la politique à coups de fusils, Lyon, Imprimerie de Vve Chanoine, [1871].
- Histoire de la Prusse depuis la mort de Frédéric II jusqu'à la bataille de Sadowa, Paris, G. Baillière, 1867 ; édition revue en 1874.
- Divers articles dans la revue L'Art, Paris, 1875-1889.
- La Troisième Invasion, avec des eaux fortes d'Auguste Lançon, deux volumes, Paris, Librairie de l'art / Charles Delagrave / A. Ballue, 1876-1877 — lire sur Gallica.
- L'Esthétique : origine des arts, le goût et le génie, définition de l'art et de l'esthétique..., collection « Bibliothèque des sciences contemporaines », Paris, C. Reinwald et Cie, 1878 ; réédition chez Costes en 1921, puis chez Vrin en 2007 — lire sur Gallica.
- La Morale, Paris, C. Reinwald, 1884.
- Histoire naturelle des religions, 2 volumes, Paris, O. Doin / Marpon, 1885.
- Eugène Delacroix, Paris, J. Rouam, 1887.